# KNVB beker 1983-1984
La Coppa d'Olanda 1983-84  fu la 66ª edizione della competizione.

## Primo turno
8 e 9 ottobre 1983.
| Squadra 1        | Risultato | Squadra 2        |
| ---------------- | --------- | ---------------- |
| Heerenveen       | 0 - 1     | Feyenoord        |
| Helmond Sport    | 0 - 0     | Haarlem          |
| RVV HOV          | 0 - 5     | Ajax             |
| TSV Longa        | 1 - 4     | PEC Zwolle       |
| MVV              | 1 - 0     | Vitesse          |
| N.E.C.           | 2 - 0     | Excelsior        |
| Noordwijk        | 0 - 3     | Heracles Almelo  |
| Quick Boys       | 1 - 0     | SV AWC           |
| ROHDA Raalte     | 2 - 11    | Sparta Rotterdam |
| Rijnsburgse Boys | 3 - 1     | Willem II        |
| Cambuur          | 2 - 2     | PSV              |
| Spakenburg       | 1 - 4     | Groningen        |
| TOP Oss          | 1 - 1     | RBC Roosendaal   |
| De Treffers      | 1 - 1     | IJsselmeervogels |
| Wageningen       | 1 - 5     | AZ Alkmaar       |
| Achilles '29     | 0 - 5     | Go Ahead Eagles  |
| ACV              | 0 - 7     | Roda JC          |
| Barendrecht      | 0 - 2     | XerxesDZB        |
| SV Blerick       | 1 - 0     | Eindhoven        |
| VV Breskens      | 2 - 0     | DWS              |
| DESK             | 3 - 3     | Caesar           |
| DHC Delft        | 2 - 4     | Den Haag         |
| DOVO             | 2 - 4     | Fortuna Sittard  |
| Drachtster Boys  | 1 - 3     | DS '79           |
| DWV              | 1 - 0     | Den Bosch        |
| USV Elinkwijk    | 1 - 0     | Veendam          |
| Emmen            | 3 - 0     | AFC              |
| Twente           | 4 - 0     | Telstar          |
| Utrecht          | 1 - 0     | Volendam         |
| VV Geldrop/AEK   | 1 - 5     | NAC Breda        |
| De Graafschap    | 5 - 3     | SVV              |

### Ripetizioni
| Squadra 1        | Risultato   | Squadra 2     |
| ---------------- | ----------- | ------------- |
| Caesar           | 1 - 0       | DESK          |
| Haarlem          | 1 - 1 (dts) | Helmond Sport |
| IJsselmeervogels | 3 - 2       | De Treffers   |
| PSV              | 3 - 2       | Cambuur       |
| RBC Roosendaal   | 2 - 2 (dts) | TOP Oss       |

## Secondo turno
12 e 13 novembre 1983.
| Squadra 1        | Risultato | Squadra 2        |
| ---------------- | --------- | ---------------- |
| Fortuna Sittard  | 3 - 0     | Go Ahead Eagles  |
| De Graafschap    | 3 - 2     | Heracles Almelo  |
| IJsselmeervogels | 1 - 5     | DS '79           |
| MVV              | 2 - 6     | Haarlem          |
| N.E.C.           | 0 - 0     | Quick Boys       |
| PSV              | 5 - 1     | NAC Breda        |
| Roda JC          | 1 - 0     | Rijnsburgse Boys |
| Sparta Rotterdam | 4 - 1     | VVV-Venlo        |
| AZ Alkmaar       | 6 - 1     | Emmen            |
| SV Blerick       | 2 - 1     | PEC Zwolle       |
| VV Breskens      | 2 - 2     | Caesar           |
| DWV              | 0 - 6     | Ajax             |
| Den Haag         | 4 - 0     | XerxesDZB        |
| Groningen        | 4 - 0     | RBC Roosendaal   |
| Twente           | 3 - 1     | Utrecht          |
| Feyenoord        | 7 - 0     | USV Elinkwijk    |

### Ripetizioni
| Squadra 1  | Risultato | Squadra 2   |
| ---------- | --------- | ----------- |
| Caesar     | 1 - 0     | VV Breskens |
| Quick Boys | 2 - 4     | N.E.C.      |

## Ottavi
Giocati durante gennaio 1984.
| Squadra 1     | Risultato | Squadra 2        |
| ------------- | --------- | ---------------- |
| Ajax          | 2 - 2     | Feyenoord        |
| SV Blerick    | 1 - 6     | AZ Alkmaar       |
| Den Haag      | 1 - 5     | Twente           |
| Groningen     | 1 - 0     | Sparta Rotterdam |
| De Graafschap | 0 - 1     | Haarlem          |
| N.E.C.        | 1 - 1     | DS '79           |
| PSV           | 5 - 0     | Caesar           |
| Roda JC       | 1 - 2     | Fortuna Sittard  |

### Ripetizioni
| Squadra 1 | Risultato   | Squadra 2 |
| --------- | ----------- | --------- |
| DS '79    | 0 - 2       | N.E.C.    |
| Feyenoord | 2 - 1 (dts) | Ajax      |

## Quarti
Giocato tra il 29 febbraio e il 4 marzo 1984.
| Squadra 1       | Risultato | Squadra 2  |
| --------------- | --------- | ---------- |
| Groningen       | 2 - 2     | Twente     |
| Feyenoord       | 6 - 1     | N.E.C.     |
| Fortuna Sittard | 5 - 0     | AZ Alkmaar |
| Haarlem         | 4 - 1     | PSV        |

### Ripetizioni
| Squadra 1 | Risultato   | Squadra 2 |
| --------- | ----------- | --------- |
| Twente    | 1 - 1 (dts) | Groningen |

## Semifinali
giocati il 28 marzo 1984.
| Squadra 1       | Risultato | Squadra 2 |
| --------------- | --------- | --------- |
| Feyenoord       | 1 - 1     | Haarlem   |
| Fortuna Sittard | 2 - 0     | Groningen |

### Ripetizione
| Squadra 1 | Risultato | Squadra 2 |
| --------- | --------- | --------- |
| Haarlem   | 1 - 4     | Feyenoord |

## Finale
| Squadra 1 | Risultato | Squadra 2       |
| --------- | --------- | --------------- |
| Feyenoord | 1 - 0     | Fortuna Sittard |

| Rotterdam 2 maggio 1984                       | Feyenoord | 1 – 0 | Fortuna Sittard |  |
| \| \| \| \| \| 72’ Houtman \| Marcatori \| \| |           |       |                 |  |
|                                               |           |       |                 |  |
| 72’ Houtman                                   | Marcatori |       |                 |  |